# Lightsaber (canção)
"Lightsaber é uma canção do grupo masculino sino-coreano Exo. Ela foi lançada na versão coreana em 11 de novembro de 2015 como parte do projeto de colaboração entre a S.M. Entertainment e a Walt Disney. No mês seguinte, em 11 de dezembro, foi lançada como faixa bônus do quarto extended play do grupo, Sing for You, tanto em coreano quanto em mandarim. No dia 17, o single foi lançado em língua japonesa.

## Antecedentes e lançamento
Em 4 de novembro de 2015, foi anunciado que EXO lançaria "Lightsaber" como uma canção promocional para o filme Star Wars: O Despertar da Força na Coreia do Sul. Um vídeo teaser para a música foi lançado em 8 de novembro, sendo seguido de seu vídeo musical e lançamento digital em 11 de novembro. Em 7 de dezembro, foi anunciado que "Lightsaber" seria incluída no EP Sing for You como uma faixa bônus.

## Vídeo musical
Os vídeos musicais nas versões coreana e mandarim para "Lightsaber" foram lançados no mesmo dia que a música. Apesar de serem lançados em versões diferentes, ambos vídeos contam com a presença de apenas três integrantes, Baekhyun, Kai e Sehun, com seus personagens levando sabres de luz em um mundo inspirado em Star Wars. Com o lançamento da versão japonesa da canção em 17 de dezembro, também foi lançado um outro videoclipe para a versão.

## Performance ao vivo
O grupo performou a canção pela primeira vez na 17ª edição do Mnet Asian Music Awards, uma das premiações de maior destaque da indústria musical sul-coreana. Após a performance, EXO passou a incluir "Lightsaber" na set list de suas turnês.

## Recepção
A canção alcançou a 3ª posição da Parada de Canções Mundiais da Billboard, 9ª da Parada Digital do Gaon e 84ª da Parada Billboard Japan Hot 100.

## Lista de faixas
| N.º            | Título         | Letras                  | Música                    | Arranjamento   | Duração |  |
| 1.             | "Lightsaber"   | Chanyeol MQ Jung Ju-hee | LDN Noise Adrian Mckinnon | LDN Noise      | 3:04    |  |
| Duração total: | Duração total: | Duração total:          | Duração total:            | Duração total: | 3:04    |  |

## Desempenho nas paradas
| Parada (2015)                         | Melhor posição |
| ------------------------------------- | -------------- |
| Canções Digitais Mundiais (Billboard) | 3              |
| Singles sul-coreanos (Gaon)           | 9              |
| Japan Hot 100 (Billboard)             | 84             |

| Parada (2015)               | Melhor posição |
| --------------------------- | -------------- |
| Singles sul-coreanos (Gaon) | 44             |

## Vendas
| País | Vendas               |          |
| ---- | -------------------- | -------- |
| País | Coreia do Sul (Gaon) | 242,162+ |